# 世界袋棍球
世界袋棍球（World Lacrosse），原名國際袋棍球總會（Federation of International Lacrosse，縮寫 FIL），成立於2008年8月，由當時的男子及女子國際袋棍球組織合併而成。總部設在美國德拉瓦州威明頓。其轄下的比賽包括世界袋棍球錦標賽、世界室內袋棍球錦標賽、女子袋棍球世界杯和男女皆有的U19世界袋棍球錦標賽。這些比賽每四年舉行一次。
上述各賽事的最近一次分別是2014年7月10日至19日在美國丹佛舉行的2014年世界袋棍球錦標賽、2011年5月21日至28日在捷克布拉格舉行的2011年世界室內袋棍球錦標賽、2013年7月10日至19日在加拿大奧沙華舉行的2013年女子袋棍球世界杯、2012年在芬蘭圖爾庫舉行的2012年男子U19世界袋棍球錦標賽及2011年8月3日至13日在德國漢諾威舉行的2011年女子U19世界袋棍球錦標賽。
世界袋棍球是唯一認可第一民族（美洲原住民族）參與國家級比賽的國際運動組織；易洛魁國家隊是易洛魁聯盟的代表隊，聯盟範圍跨越紐約、安大略、魁北克及賓夕法尼亞。

## 會員
目前該組織的會員分成正會員、準會員、加盟組織與停滯會員四個等級。

### 正會員（31個）
- 澳大利亞
- 奧地利
- 百慕達
- 加拿大
- 捷克
- 丹麥
- 英格蘭
- 芬蘭
- 法國
- 德國
- 中華台北
- 中國香港
- 愛爾蘭
- 易洛魁聯盟
- 以色列
- 義大利
- 日本
- 拉脫維亞
- 荷蘭
- 紐西蘭
- 挪威
- 蘇格蘭
- 斯洛伐克
- 韓國
- 西班牙
- 瑞典
- 瑞士
- 泰國
- 美國
- 威爾斯
- 中国

### 準會員（22個）
- 阿根廷
- 比利時
- 保加利亞
- 哥倫比亞
- 哥斯大黎加
- 愛沙尼亞
- 瓜地馬拉
- 匈牙利
- 牙買加
- 馬來西亞
- 墨西哥
- 秘魯
- 菲律賓
- 波蘭
- 葡萄牙
- 俄羅斯
- 塞爾維亞
- 新加坡
- 斯洛維尼亞
- 土耳其
- 烏干達

### 加盟組織（3個）
- 亞太袋棍球聯盟（APLU）
- 歐洲袋棍球聯合會（英语：European Lacrosse Federation）（ELF）
- 國際軟式袋棍球聯合會（FIIC）

## 外部連結
- 官方網站 （页面存档备份，存于）